# Diphascon granifer
Diphascon granifer är en djurart som tillhör fylumet trögkrypare, och som beskrevs av Greven 1972. Diphascon granifer ingår i släktet Diphascon och familjen Hypsibiidae. Inga underarter finns listade i Catalogue of Life.